# Dominion (The Sisters of Mercy)
Dominion è un brano musicale della gothic band inglese The Sisters of Mercy, pubblicato come singolo nel 1988 dalla SBK Songs come secondo estratto dall'album Floodland.
La versione su Floodland, intitolata Dominion/Mother Russia, ospita Dominion e un pezzo intitolato Mother Russia.
La canzone raggiunse il n° 7 della classifica irlandese, il n° 13 della classifica britannica, e il n° 30 della Hot Dance Club Play della Billboard. 

## Tracce
Testi e musiche di Eldritch, eccetto ove indicato.

### 7"
Lato A
1. Dominion - 3:43

Lato B
1. Untitled - 3:38
2. Sandstorm - 1:49

### 12"
Lato A
1. Dominion - 5:06
2. Untitled - 3:36

Lato B
1. Sandstorm - 1:46
2. Emma - 6:23 (Brown, Wilson)

### Musicassetta + Box (Ed. limitata) e CD
1. Dominion - 5:06
2. Untitled - 3:36
3. Sandstorm - 1:46
4. Ozymandias - 4:19

## Classifiche
| Classifica (1988)   | Posizione massima |
| ------------------- | ----------------- |
| Irlanda             | 7                 |
| Regno Unito         | 13                |
| Italia              | 9                 |
| Stati Uniti (dance) | 30                |